# Zurobata vacillans
Zurobata vacillans là một loài bướm đêm trong họ Erebidae.

## Hình ảnh

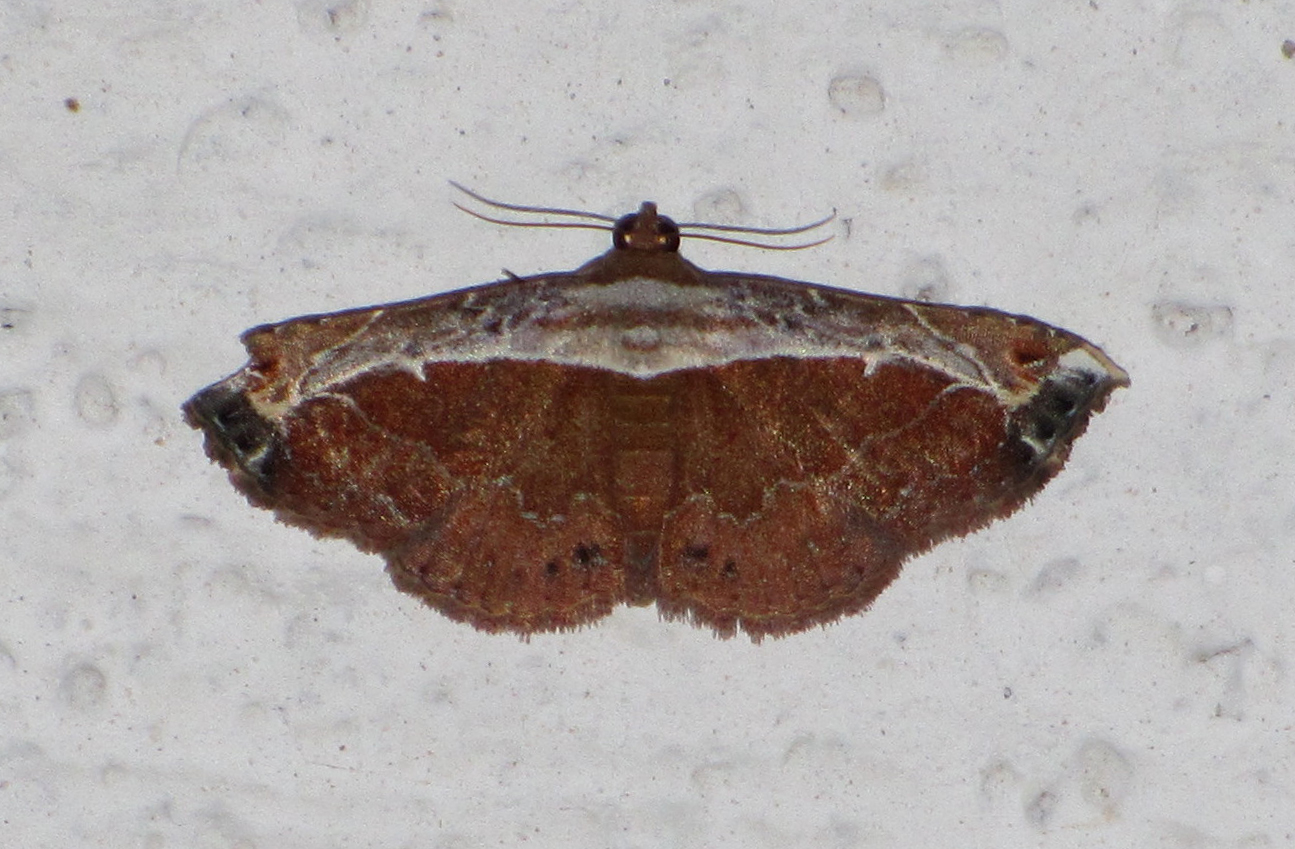